# The First Album
The First Album (в превод Първият албум) е дебютният албум на Модърн Токинг. Излиза на 1 април 1985 г. Песните от него са продадени в над 12 милиона копия. Албумът е платинен и е 4 поредни седмици №1, 18 седмици стои в Тор 10 и общо 52 седмици в класацията на Германия. Всички песни в него са хитови, но особено изпъкват четири – You're my heart, you're my soul – издадена на 29 октомври 1984 г. и станала №1 на 4 март 1985 г. В продължение на 6 седмици не слиза от първото място в Германия. Прекарва общо 8 седмици в Топ 10. You can win if you want – е вторият сингъл, пуснат още докато първият е на върха. Издаден на 13 март 1985 г. и достига първото място на 27 май 1985 г., като детронира Live is life но Opus. Прекарва 8 седмици в Топ 10 и две седмици в Топ 20. Do you wanna е третата песен, която става хит и е единствената песен на дуета за която Дитер Болен написва само музиката, а текстът е на Мери Апългейт. Във всички останали песни Болен се изявява като единствения текстописец. Четвъртата песен, която става хит е Lucky guy. За онова време тя звучи доста шлагерно и спокойно би могла да бъде пусната като сингъл. Интересното е, че същата песен, както и песента The Night Is Yours – The Night Is Mine са записани и пуснати като сингли няколко месеца преди появата на албума от Дитер Болен под псевдонима Ryan Simmons.

## Информация за албума
Основен вокал на групата е Томас Андерс, а другата половинка на дуета Дитер Болен се изявява като беквокалист и като вокалист в припевите, заедно с дуетния си партньор. Единствената песен, в която Болен се изявява, като вокал на основната партия е „There's Too Much Blue In Missing You“.
Корицата на албума е дело на Манфред Врмстейн, а фотографиите на Фредерик Габович.
След пускането на дебютния сингъл групата не пуска видео към него, а изпълнението им в музикалното предаване „Формула 1“ на немската телевизия, става официална видео-визитка на песента. Първият видеоклип със сюжет е към втория сингъл You Can Win If You Want. Заснет е допълнително с двама артисти в покрайнините на Хамбург през юни 1985. За него са отделени 30 000 марки – за онова време голяма сума. Известно е, че когато снимките на видеоклипа текат, Нора – годеницата на Томас, започва да се меси в работата на снимачния екип. За целта е определено от сценаристите Дитер и Томас да се возят в един автомобил, а заедно с тях на задната седалка и актьорите – влюбени млада жена и млад мъж. Но Нора, от ревност към Томас, възпрепятства заснемането на този сценарий. От друга страна Томас Андерс не ѝ противоречи. Дитер е продуцента, а някаква си Норичка с 9 години по-малка ще се меси в творческия процес! Това е началото на едни обтегнати отношения, които по-късно ще сложат край на дуета. Нора достига твърде далече – тя дори не допуска Дитер да се вози с Томас в един автомобил и сценаристите ги разделят. Въпреки тези препятствия, клипът е реализиран и приет много добре.
Албумът се превръща в огромен комерсиален успех. Той достигна номер едно в Германия, номер две в Австрия и Швейцария. В Холандия и Скандинавия е регистриран високо в класациите. До ноември 1985 г., вече е продаден в един милион копия само в Германия, а песните от него са продадени по света в над 12 милиона копия. Преиздаван е няколко пъти. Носи на групата 75 златни и платинени плочи, връчени им през октомври 1985 г. в телевизионното Петер поп шоу. Списание „Шпигел“ пише: „Изведнъж половината свят е заслепен – от Норвегия до Венецуела, от Израел до Мексико, от Франция до Намибия, от нежното пеене на тези двама красиви германски мъже.“ – отбелязва то. Модърн Токинг стават група на 1985 година и обират всички възможни награди, като участват в множество телевизионни и шоу програми не само в Германия, но и по целия свят.

## Списък на песните
1. „You're My Heart, You're My Soul“ – 5:36
2. „You Can Win If You Want“ – 3:53
3. „There's Too Much Blue In Missing You“ – 4:41
4. „Diamonds Never Made a Lady“ – 4:05
5. „The Night Is Yours – The Night Is Mine“ – 5:32
6. „Do You Wanna“ – 4:24
7. „Lucky Guy“ – 3:31
8. „One In a Million“ – 3:43
9. „Bells of Paris“ – 4:16